# Marmaduke Pattle
Marmaduke Thomas St. John Pattle (Butterworth, 3 luglio 1914 – Baia di Eleusi, 20 aprile 1941) è stato un militare e aviatore sudafricano.

## Biografia
Lo Squadron Leader Marmaduke Thomas St. John "Pat" Pattle DFC & Medal Bar (Butterworth, Provincia del Capo, Sud Africa, 3 luglio 1914 - Baia di Eleusi, 20 aprile 1941) era un asso della Royal Air Force nella seconda Guerra mondiale di nascita sudafricana. Da alcuni autori è considerato il pilota con il maggior numero di abbattimenti tra tutti quelli britannici e del Commonwealth. Se tutte le sue vittorie aeree fossero confermate, il suo totale supererebbe il numero di 51. In realtà una certa quantità dei suoi abbattimenti non risulta confermata. Tuttavia, gli autori concordano nel riconoscere, con un sufficiente margine di sicurezza, che il numero totale delle sue vittorie sia almeno di 40.
Pattle è il pilota alleato che ha abbattuto il maggior numero di aerei italiani: 26 delle sue vittorie aeree, sono state, infatti, rivendicate ai danni di velivoli della Regia Aeronautica. Risulta essere anche l'asso con il maggior numero di abbattimenti sia su Gloster Gladiator (15 vittorie), sia su Hawker Hurricane (35 vittorie). Tuttavia, almeno un quarto dei suoi abbattimenti non trova alcuna conferma nei registri della Regia Aeronautica e della Luftwaffe, mentre altre vittorie a lui accreditate come individuali sono state ottenute, molto verosimilmente, in collaborazione con altri piloti delle sue unità. 

### Nordafrica
Pilota molto dotato e un tiratore scelto nato, Pattle faticò comunque molto per migliorare queste due naturali attitudini, svolgendo esercizio per migliorare la sua visione a distanza e acuire i propri riflessi.
Allo scoppio della seconda Guerra mondiale, Pattle si trovava in Egitto, dove era comandante di squadriglia dell'80 Squadron della RAF, che era stato appena riequipaggiato con il biplano Gloster Gladiator. Con l'entrata in guerra dell'Italia, la sua unità si trasferì sul confine. Pattle ricevette infatti l'ordine di spostare una delle sue squadriglie ("B" Flight), a Sidi el Barrani. La sua unità entrò in azione nell'agosto 1940. Durante i primi scontri con gli italiani, sul deserto libico, Pattle rivendicò quattro vittorie aeree individuali più una probabile, ma venne a sua volta abbattuto il 4 agosto 1940. Quel giorno, Pattle dichiarò di aver conseguito i suoi due primi abbattimenti, un Breda Ba.65 della 159ª Squadriglia e un Fiat C.R.42. Ma i Breda, nello scontro con i Gloster Gladiator, vennero solo danneggiati, mentre poco dopo, lo stesso 4 agosto, Pattle fu a sua volta abbattuto, probabilmente dall'asso della guerra civile spagnola Franco Lucchini, con 385 colpi.
L'otto agosto, Pattle abbatté altri due aerei, mente conduceva un attacco di sorpresa di 14 Gladiator (incluso il suo) dell’80 Squadron contro 16 Fiat C.R.42 del 9º e del 10º Gruppo del 4º Stormo, su Gabr Saleh (circa 65 chilometri a sud-est di El Adem e 35 chilometri ad est di Bir El Gobi, ben all'interno del territorio coloniale italiano). Pattle ricordava in seguito: 
Una delle vittime di Pattle fu probabilmente il Maresciallo Norino Renzi, che restò ucciso durante il combattimento aereo. Renzi (nato il 22 gennaio 1912 a Russi, Ravenna), si era arruolato nella Regia Aeronautica nel 1929. Aveva ottenuto il brevetto di pilota militare il 25 dicembre 1930 ed era stato assegnato al 4º Stormo, della cui pattuglia acrobatica faceva parte prima della guerra.

### Grecia e Balcani
In novembre, il suo Squadron venne trasferito sui Balcani per aiutare l'aeronautica greca contro gli italiani che il 28 ottobre avevano invaso il paese ellenico. In questo teatro, Pattle ottenne i suoi maggiori successi. Già al suo primo combattimento, conseguiva delle vittorie aeree. Il 19 novembre, con altri otto piloti dell'80 Squadron attaccava una formazione di Fiat C.R.42 e Fiat G.50bis vicino all'aeroporto italiano di Coriza. In questo combattimento, la RAF dichiarò l'abbattimento di nove aerei più due probabili. Pattle quel giorno rivendicò due abbattimenti. In realtà, il 160º Gruppo Autonomo C.T. perse tre biplani mentre un G.50 della 355ª Squadriglia del 24º Gruppo Autonomo C.T. non rientrò. Tutti i piloti abbattuti restarono uccisi. La RAF perse un Gladiator.
Il 2 dicembre, nell'area di Argirocastro, Pattle abbatté un IMAM Ro.37bis della 42ª Squadriglia, 72º Gruppo O.A., e il Sergente Luigi Del Mancino (medaglia d'argento al valor militare) e il suo osservatore, Tenente Michele Milano (medaglia d'oro al valor militare), furono entrambi uccisi. Nel pomeriggio, Pattle abbatteva un altro Ro.37bis del 72º Gruppo O.A. vicino a Përmet, uccidendo il Capitano Gardella e il suo osservatore.
L'80 Squadron venne equipaggiato con lo Hawker Hurricane Mk I il 20 febbraio 1941.
Quel giorno, il Flight Lieutenant Pattle, ai comandi dell'Hurricane Mk.I V7724, guidava una formazione di sei Hurricane dell'80 Squadron per scortare 16 Blenheims (otto dell'84 Squadron, sei del 211 Squadron e tre del 30 Squadron a Berat. Dei Fiat G.50bis della 361ª e 395ª Squadriglia, 154º Gruppo Autonomo C.T., vennero fatti decollare dall'aeroporto della cittadina dell'Albania meridionale. Ma, mentre cercavano di fare quota, vennero attaccati dagli Hurricane di scorta. Pattle guidò la sua sezione dritta verso quattro Fiat, e scelse l'aereo di testa come sua preda. Non appena si avvicinò, l'aereo italiano si inclinò in una strettissima virata, ma Pattle riuscì a restare in coda al Fiat finché non giunse a distanza utile ed allora aprì il fuoco. Era la prima volta che impiegava in combattimento le otto mitragliatrici del monoplano inglese, e - come è trascritto nella sua biografia - il "G.50 esplose proprio sotto i miei occhi, disintegrandosi in migliaia di pezzettini fiammeggianti." 
L'aereo abbattuto da Pattle era del 154º Gruppo e sarebbe stato il primo di circa 35 abbattimenti che l'asso sudafricano avrebbe rivendicato nei successivi due mesi. La vittima di Pattle fu probabilmente il Tenente Alfredo Fusco della 361ª Squadriglia che venne abbattuto ed ucciso. Quello di Fusco fu l'unico G.50 perso in combattimento quel giorno, nonostante le rivendicazioni dei piloti della RAF (quattro abbattimenti dichiarati dai piloti di Hurricane e uno da quelli di Gloster Gladiator). Il tenente Livio Bassi della 395ª Squadriglia, invece, venne colpito e ferito e - mentre cercava di compiere un atterraggio di emergenza a Berat - il suo aereo si rovesciò e si incendiò. Bassi fu insignito della medaglia d'oro al valor militare alla memoria.
Ma il numero degli abbattimenti dell'asso sudafricano è stato, in più di un'occasione, sovrastimato. Il 28 febbraio 1941, ad esempio, la RAF celebrò il suo giorno trionfale contro la Regia Aeronautica. Nel rapporto di quel giorno, l’Air Vice Marshal J.H. d'Albiac, comandante RAF in Grecia, scrisse che l'80 Squadron, allora riequipaggiato con gli Hawker Hurricane, aveva distrutto in 90 minuti di combattimenti ben 27 aerei italiani senza perdite Pattle in quell'occasione dichiarò l'abbattimento di tre Fiat C.R.42 in meno di tre minuti. “Ma quel giorno”, ricordava il Capitano della Regia Aeronautica Corrado Ricci, "perdemmo solo un C.R.42... I nostri piloti, da parte loro, abbatterono quattro Gloster e un Hurricane". La Regia Aeronautica – secondo altre fonti - in realtà perse due biplani da caccia (oltre a cinque bombardieri e a due Fiat G.50), ma in un combattimento precedente, dopo che Pattle aveva dovuto allontanarsi in quanto il suo parabrezza era imbrattato dall'olio di un bombardiere italiano da lui abbattuto) e in un altro luogo (a sud di Valona). Le perdite della RAF furono invece di un Gloster Gladiator e due Bristol Blenheim che, dopo essere stati attaccati da C.R.42, furono costretti ad atterraggi di emergenza prima di poter rientrare alla base.
Il 18 marzo 1941, Pattle ricevette addirittura una decorazione per delle vittorie aeree non conseguite. La motivazione della concessione di una Bar alla sua DFC recitava:
ROYAL AIR FORCE.

Il re Giorgio VI del Regno Unito è graziosamente compiaciuto di approvare le seguenti onorificenze in riconoscimento del valore dimostrato nel corso di operazioni di volo contro il nemico: —

Bar per la Distinguished Flying Cross.

Flight Lieutenant Marmaduke Thomas St. John Pattle, D.F.C. (39029), No. 80 Squadron.
Nel marzo 1941, durante un combattimento nel cielo di Himara, il Flight Lieutenant Pattle abbatteva tre aerei nemici. Questo coraggioso e abile pilota da caccia ha così distrutto, finora, ben 23 aerei nemici.»
Questa citazione si riferisce ad un'azione del 4 marzo 1941, quando Pattle dichiarò di aver abbattuto tre caccia nemici Fiat G.50bis del 24º Gruppo C.T.
Egli dichiarò di aver abbattuto il primo mentre stava volando con il suo gregario – in questo caso il Flying Officer Nigel Cullen – per intercettare dei caccia italiani che stavano scortando delle navi da guerra impegnate a bombardare la costa vicino a Himare e a Porto Palermo. Questo primo G.50bis – secondo quanto riportò Pattle – sarebbe stato prontamente abbattuto e sarebbe precipitato in spirale sul fianco di una montagna (ma a questo punto un secondo Fiat attaccò l'Hurricane V7288 di Cullen, che, colpito, precipitò vicino ad Himare, e Cullen, un asso australiano, accreditato di 15 abbattimenti, restò ucciso). Pattle dichiarò di essere stato, poco dopo, attaccato da un altro solitario G.50bis, mentre volava verso Valona. Dopo un breve combattimento, Pattle avrebbe colpito il monoplano Fiat che sarebbe precipitato in mare a sud-ovest della baia di Valona. Infine, Pattle riferì di essere stato impegnato in un combattimento con un terzo caccia di questo tipo, proprio sulla baia di Valona, e di averlo abbattuto in fiamme sul versante occidentale del promontorio.
Il 4 marzo, RAF rivendicò l'abbattimento di sette G.50, più quattro probabili e quattro danneggiati, oltre a tre C.R.42 distrutti e uno probabile. In realtà, le perdite complessive della Regia Aeronautica per quel giorno ammontarono a due soli Fiat C.R.42, a fronte di due Hurricane abbattuti - da Fiat G.50bis - quello di Cullen e il caccia Hawker V7801 del Warrant Officer Harry J. Goodchild DFM (RAF No. 517435), che rimase ucciso.
Il 23 marzo, Pattle era alla resta di 10 Hurricane del 33 Squadron con il compito di mitragliare la base aerea di Fier, pochi chilometri ad ovest di Berat. Ma mentre i piloti della RAF si stavano avvicinando all'obiettivo vennero attaccati da una formazione stimata in 20 tra G.50 e C.200. 
Ne scaturì una quantità di duelli aerei e Pattle dichiarò l'abbattimento di un G.50 (altri due furono rivendicati da altrettanti suoi colleghi), poi, Pattle e il Flying Officer Vernon Woodward scesero a mitragliare l'aeroporto e Pattle dichiarò di aver distrutto tre aerei al suolo, poi di aver avvistato un G.50 a 60 metri che stava per atterrare e di averlo mitragliato. "Maramaduke" riportò che il caccia Fiat si rovesciò ma non avendolo visto schiantarsi, lo rivendicò come "probabile". In realtà le fonti italiane non riportarono alcun G.50 abbattuto in quell'occasione e solo uno incendiato a terra.
Il 6 aprile 1941, la Germania entrò nel conflitto e in quello stesso giorno Pattle abbatté due Messerschmitt Bf 109 del III/JG.27 sul Forte di Roupel, parte della Linea Metaxas. 
Dopo quella data i dettagli dei suoi abbattimenti variano a seconda delle fonti, in quanto tutti i registri della sua unità andarono perduti. Secondo un diario tenuto da uno dei membri del suo equipaggio di terra, egli ottenne altre otto vittorie entro il 12 aprile, e distrusse altri due Bf 109 a terra, dopodiché avrebbe abbattuto cinque aerei nemici in un singolo giorno, il 14 aprile, ed altri sei il 19. Ma anche questi dati sembrano essere stati notevolmente sovrastimati e pare che quello possa risultare - in caso - il numero delle vittorie di tutta l'unità, nel suo complesso.
Quasi tutti gli abbattimenti del 14 aprile, in effetti, non sono confermati. In quella data egli rivendicò: un Bf109 alle 07:10, due Junkers Ju 88 (alle 08:43 e alle 17:40), un Messerschmitt Bf 110 alle 10:04 e un Savoia Marchetti SM.79, alle 13:08. Il II/KG.51 della Luftwaffe, in realtà, quel giorno perse due Ju 88, in scontri - presumibilmente - con il 33 Squadron di Pattle. Ma le altre tre vittorie rivendicate per quel giorno non trovano alcuna conferma nei registri della Luftwaffe o della Regia Aeronautica. Nessun trimotore italiano risulta perso in combattimento in quella data, sebbene un CANT Z.1007 bis della 262ª Squadriglia, pilotato dal Tenente Mario di Angelis, venne riportato abbattuto da fuoco antiaereo sulla baia di Preveza, durante un attacco da parte di cinque di questi bombardieri, in località lontana da quelle in cui operò il 33 Squadron.
Anche gli abbattimenti del 19 aprile sono in buona parte non confermati. Per quella data, a Pattle sono accreditate tre vittorie aeree su Ju 88 e tre su Bf 109, oltre a una condivisa (un Henschel Hs 126) e due probabili (ancora, uno Ju 88 e un Bf 109). Ma gli abbattimenti di almeno due Ju 88 (e di uno probabile, rivendicati sull'area di Atene), e quello di un Bf 109, non trovano riscontri sui registri della Luftwaffe.

### Ultima missione
Il 20 aprile, Pattle guidò gli ultimi caccia britannici in condizione di volare (12 Hawker Hurricane) su Atene, per intercettare un pesante raid tedesco, a quanto si dice, nonostante avesse la febbre alta (39˚C).
La formazione fu attaccata da caccia dell'Asse in quella che viene ricordata dai britannici come la battaglia di Atene.
Il Flight/Lieutenant Roald Dahl dichiarò che cinque Hurricane furono abbattuti e che quattro piloti restarono uccisi: uno di questi era, appunto, Pattle.
Pattle fu visto abbattere due Messerschmitt Bf 110 e forse anche un Bf 109, ma, mentre accorreva in aiuto di un altro Hurricane, pilotato da uno dei suoi piloti (flight lieutenant William Joseph Woods), che era stato attaccato da un Bf 110, venne colpito dal fuoco di due altri Bf 110 del Zerstörergeschwader (ZG) 26, e precipitò sulla Baia di Eleusi, a circa otto chilometri a sud-est di Atene, restando ucciso.
Ad abbattere Pattle furono lo Staffelkapitän Hauptmann Theodor Rossiwall o l' Oberleutnant Sophus Baagoe ai quali vennero accreditate due vittorie aeree contro Hurricane, rispettivamente la numero 12 e la 14. L’Oberleutnant Baagoe, tuttavia, sarebbe stato ucciso in azione meno di un mese dopo, il 14 maggio 1941. Non si è potuto accertare chi dei due abbatté Pattle. 
In questa battaglia perse la vita anche un altro asso del No. 80 Squadron, il Flight/Lieutenant W.J. "Timber" Woods, accreditato, al momento del suo abbattimento, di 6,5 vittorie individuali.
Pattle è commemorato nell'El Alamein Memorial a El Alamein, in Egitto, insieme ad altri 3.000 altri aviatori del Commonwealth che persero la vita nel Middle East (Egitto, Libia, Siria, Libano, Iraq, Grecia, Creta e il Mar Egeo, Etiopia, Eritrea e Somaliland, Sudan, Africa Orientale, Aden o Madagascar) durante la seconda guerra mondiale, e che non hanno mai avuto una sepoltura.

## Abbattimenti non confermati
Almeno 14 vittorie aeree di Pattle non sono confermate, una percentuale elevata, ma non distante da quella di altri assi della RAF, come George Beurling. In particolare, non trovano riscontro nei registri della Regia Aeronautica gli abbattimenti di tre C.R.42, quattro G.50 e due S.M.79. Non confermati dai registri della Luftwaffe gli abbattimenti di due Ju 88, due Bf 109 e un Bf 110. Inoltre, in diverse occasioni, lui e gli altri piloti delle sue unità, rivendicarono un numero di abbattimenti assai più elevato di quelli effettivamenti subiti dalle forze aeree italiana e tedesca, rendendo estremamente difficoltosa l'attribuzione delle singole vittorie aeree.
Ma le sue eccezionali qualità di pilota e combattente non sono certo, per questo, sminuite.

## Ricordo
Chi lo conobbe, lo considera uno dei piloti e dei tiratori più abili dell'intera RAF. Dopo la guerra, l'Air Marshall Sir Peter Wykeham, ricordava: